# コンスタンティーヌ
コンスタンティーヌ（アラビア語: قسنطينة Qusanṭīnah=クサンティーナ、フランス語: Constantine）は、アルジェリア北東部に位置する同国3番目の規模の都市である。
内陸都市としてはアルジェリアで最大の規模を有する
。2008年当時の人口は448,374人。地中海の沿岸からおよそ80km南に位置する、コンスタンティーヌ県の県都である。都市の名前はローマ皇帝コンスタンティヌス1世に由来する。
コンスタンティーヌは東部アルジェリアの中心都市である。アルジェリアの商業の中心地で、アルジェリアの他都市やチュニジアなどがその主な市場である。また、コンスタンティーヌは伝統的なイスラームの学術都市、難攻不落の軍事都市の一面も持ち合わせている。

## 歴史
町のBou Zabaouine洞窟は新石器時代の遺跡として知られている。紀元前3世紀までにフェニキア人によって建設されたキルタ（Cirta）がコンスタンティーヌの前身となっている。
キルタは紀元前3世紀頃に建国されたヌミディア王国の首都となり、紀元前203年にフェニキア人の入植民の助けを借りてミキプサ王によって都市が建設された。ヌミディア時代のキルタは穀倉地帯として繁栄し、アフリカでもっとも豊かな都市の一つに挙げられる。ミキプサは、自らの死後はヌミディアをミキプサの実子アドヘルバルとヒエンプサル、そして養子のユグルタが協力して統治することを望んだが、ユグルタは単独で支配せんとしてヒエンプサルを殺害した。身の危険を感じたアドヘルバルは共和政ローマの支援を取り付けてヌミディアのうちキルタを中心とした地域を領土としたが、ユグルタはキルタを攻めて陥落させ、アドヘルバルとそれに協力したキルタのローマ人多数を殺戮したため、これに激怒したローマ元老院はユグルタとの戦争に突入した（ユグルタ戦争）。結局ユグルタ側は敗れ、その後キルタを含むヌミディア王国は共和政ローマの支配を受けるようになった。
ユリウス・カエサルの時代にキルタはローマの植民市とされ、北アフリカに置かれたローマ帝国の4つの植民市の中で最も重要な都市となった。311年、マクセンティウスとドミティウス・アレキサンダーの間でアフリカ諸州をめぐって争いが起きた。キルタは戦争によって甚大な被害を受けたため、313年に新しく再建され、皇帝コンスタンティヌス1世の名をとって「コンスタンティナ・キルテンシウム」（Civitas Constantina Cirtensium）という名になった。
ヴァンダル族の支配は免れたが、7世紀にアラブ人に征服される。
その後、ピサやジェノヴァ、ヴェネツィアなどとの貿易が盛んになり、12世紀には再び繁栄するようになった。15世紀にはイベリア半島を追われたユダヤ人（スファラディーム）を多く受け入れ、アルジェリアの中でも特にユダヤ人の割合が多い都市となる。
チュニジアのハフス朝の支配を経て、1592年からオスマン帝国に編入される。アルジェリアに派遣されたデイが統治する3つのベイリク（州）のうち、コンスタンティーヌはベイ（知事）が統治する東のベイリクの首都に定められた。1770年から1792年にかけてコンスタンティーヌを統治したサラーフ・ベイはモスクやマドラサなどの多くの建造物を建て、町は繁栄を迎えた。

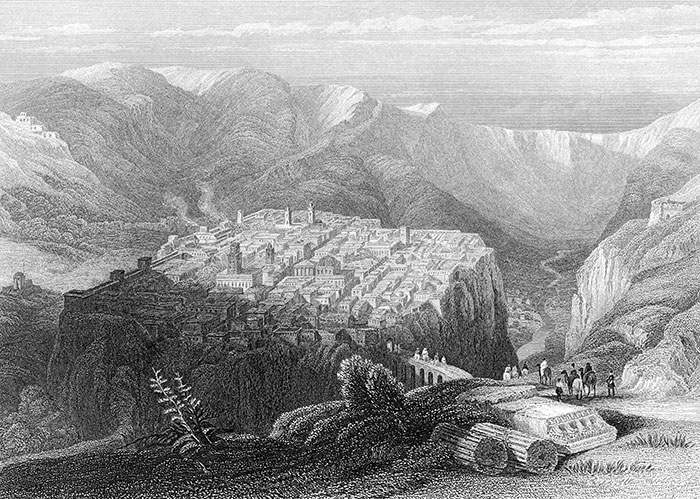
1840年のコンスタンティーヌ

1830年にアルジェがフランス軍の攻撃を受けて陥落した後も、コンスタンティーヌの最後のベイであるアフマド・ベイは抵抗を続けた。1836年11月にアフマド・ベイはコンスタンティーヌを攻撃した7,000人のフランス兵を撃退する。翌1837年10月6日にコンスタンティーヌはフランス軍の包囲を受け、10月13日にフランス軍はコンスタンティーヌに突入し、町中の家屋や街路で戦闘が展開された。町がフランスに占領された後もアフマド・ベイはオーレス山地に逃れて抵抗を続けるが、1848年にフランスに降伏した。
フランスの植民地政策によって旧来のコンスタンティーヌの住民は周辺地域に追いやられ、新たにヨーロッパ風の市街地が建設された。第二次世界大戦では、北アフリカの諸戦線の戦略上の拠点として連合軍に使用された。1944年8月5日、県原住民選出議員連盟会長のベンジュッルールがユダヤ人に暗殺されたという噂が流れ、ユダヤ人街に押し寄せた群衆によってポグロムが引き起こされる。暴動の結果22人のユダヤ人が殺害され、27人が重傷を負った一方でムスリム側からも21人の重傷者が出たが、軍隊は武器を置いて暴動に介入しなかった。
1943年にコンスタンティーヌを訪問したシャルル・ド・ゴールは、植民地再開発計画の必要性を唱えた。

## 地理
コンスタンティーヌは標高626mの地点に位置し、リュメル川の峡谷の岩丘上に建つ。周囲の山地から町に入るためには峡谷に架かる8本の吊り橋を渡らなければならず、かつては吊り橋は侵入者を撃退する役目を担っていた。吊り橋の一部は舗装され、車道を備えるものに改修されている。町に架かるスィーディー・ラーシド橋は建設当初「世界で最も高い石橋」とされていた。
アルジェリアがフランスの植民地とされた後、旧市街の城壁内の南西にヨーロッパ人の居住区が設けられ、既存の街路を改修したダムレモン通りと、フランス通りとナショナル通りの二本の街路が新設された。3本の大通りは垂直に通る脇道によって接続され、1870年代から1880年代にかけて通りに面する建物はヨーロッパ風のものに建て替えられた。
1890年代から、旧市街の城壁外の南西に位置する新市街の建設が本格化する。

### 気候
| コンスタンティーヌの気候                                                                 | コンスタンティーヌの気候 | コンスタンティーヌの気候 | コンスタンティーヌの気候 | コンスタンティーヌの気候 | コンスタンティーヌの気候 | コンスタンティーヌの気候 | コンスタンティーヌの気候 | コンスタンティーヌの気候 | コンスタンティーヌの気候 | コンスタンティーヌの気候 | コンスタンティーヌの気候 | コンスタンティーヌの気候 | コンスタンティーヌの気候 |
| 月                                                                                       | 1月                      | 2月                      | 3月                      | 4月                      | 5月                      | 6月                      | 7月                      | 8月                      | 9月                      | 10月                     | 11月                     | 12月                     | 年                       |
| ---------------------------------------------------------------------------------------- | ------------------------ | ------------------------ | ------------------------ | ------------------------ | ------------------------ | ------------------------ | ------------------------ | ------------------------ | ------------------------ | ------------------------ | ------------------------ | ------------------------ | ------------------------ |
| 最高気温記録 °C （°F）                                                                   | 23.3 (73.9)              | 27.0 (80.6)              | 32.1 (89.8)              | 34.3 (93.7)              | 39.0 (102.2)             | 42.6 (108.7)             | 43.5 (110.3)             | 44.0 (111.2)             | 41.2 (106.2)             | 37.0 (98.6)              | 28.0 (82.4)              | 27.7 (81.9)              | 44 (111.2)               |
| 平均最高気温 °C （°F）                                                                   | 11.5 (52.7)              | 13.0 (55.4)              | 14.9 (58.8)              | 18.2 (64.8)              | 23.1 (73.6)              | 28.6 (83.5)              | 33.0 (91.4)              | 32.7 (90.9)              | 28.1 (82.6)              | 22.2 (72)                | 16.6 (61.9)              | 12.3 (54.1)              | 21.18 (70.14)            |
| 日平均気温 °C （°F）                                                                     | 7.1 (44.8)               | 8.1 (46.6)               | 9.6 (49.3)               | 12.4 (54.3)              | 16.6 (61.9)              | 21.5 (70.7)              | 25.2 (77.4)              | 25.2 (77.4)              | 21.4 (70.5)              | 16.4 (61.5)              | 11.4 (52.5)              | 7.9 (46.2)               | 15.23 (59.43)            |
| 平均最低気温 °C （°F）                                                                   | 2.6 (36.7)               | 3.1 (37.6)               | 4.2 (39.6)               | 6.5 (43.7)               | 10.0 (50)                | 14.3 (57.7)              | 17.3 (63.1)              | 17.6 (63.7)              | 14.7 (58.5)              | 10.5 (50.9)              | 6.1 (43)                 | 3.4 (38.1)               | 9.19 (48.55)             |
| 最低気温記録 °C （°F）                                                                   | −6.0 (21.2)              | −7.6 (18.3)              | −4.0 (24.8)              | −2.2 (28)                | 1.0 (33.8)               | 4.0 (39.2)               | 6.7 (44.1)               | 10.0 (50)                | 7.0 (44.6)               | 2.0 (35.6)               | −4.0 (24.8)              | −5.0 (23)                | −7.6 (18.3)              |
| 降水量 mm （inch）                                                                       | 66.6 (2.622)             | 58.3 (2.295)             | 61.8 (2.433)             | 53.2 (2.094)             | 41.5 (1.634)             | 20.9 (0.823)             | 8.9 (0.35)               | 12.2 (0.48)              | 36.4 (1.433)             | 38.4 (1.512)             | 43.5 (1.713)             | 71.1 (2.799)             | 512.8 (20.188)           |
| 平均降雨日数 （≥1 mm）                                                                   | 7                        | 5                        | 5                        | 6                        | 4                        | 4                        | 0                        | 2                        | 4                        | 5                        | 6                        | 5                        | 53                       |
| 平均降雪日数 （≥1 cm）                                                                   | 1                        | 1                        | 0                        | 0                        | 0                        | 0                        | 0                        | 0                        | 0                        | 0                        | 0                        | 0                        | 2                        |
| % 湿度                                                                                   | 79.9                     | 77.3                     | 73.1                     | 72.6                     | 68.0                     | 55.8                     | 48.8                     | 52.9                     | 65.9                     | 69.3                     | 75.8                     | 79.7                     | 68.26                    |
| 出典1：NOAA (1961–1990)                                                                  |                          |                          |                          |                          |                          |                          |                          |                          |                          |                          |                          |                          |                          |
| 出典2：climatebase.ru (extremes, humidity) Source #3 Climate Zone (Rainy and snowy days) |                          |                          |                          |                          |                          |                          |                          |                          |                          |                          |                          |                          |                          |

## 人口
|      | 1967年  | 1987年  | 1998年  | 2008年  |
| ---- | ------- | ------- | ------- | ------- |
| 人口 | 255,000 | 441,000 | 465,000 | 448,374 |

## 経済
滝の水力開発を利用した食品工業、機械工業、繊維工業が盛んに行われている。また、コンスタンティーヌは皮革、繊維など伝統的な手工業の中心地でもある。1972年にはディーゼルモーター、フォークリフトの製造工場が建設された。
町には金細工の店が多いほか、銅盆の生産でも知られている。

## 観光
11月1日広場はフランス植民地時代からの行政の中心地で、広場の周りには郵便局、裁判所、劇場が集まっている。フランス軍の砲撃がオスマン軍の守りを破ったことを記念して、かつてはプラス・ド・ラ・ブレシュ（突破口広場）と呼ばれていた。町にはアルジェリアの国民的英雄アブド・アルカーディルの墓がある。

## 文化
コンスタンティーヌはイスラームの学術都市として知られ、1850年代にはフランス政府公認のマドラサが設置された。フランスの植民地時代にイスラーム教育の実践が制限を受けた後もいくつかのスーフィー教団が教育活動を続け、チュニジアのザイトゥーナ大学に留学生を派遣していた。1930年代から始まるイスラーム改革主義の指導者アブドゥルハミード・イブン・バーディースはコンスタンティーヌの緑のモスクで教鞭を執っていた。アルジェリア初のイスラーム大学であるアブド・アルカーディル大学はコンスタンティーヌに建てられ、多くのイスラーム学の教師やイマームを輩出している。ほか、1969年に創立されたコンスタンティーヌ大学がある。また、25000冊の蔵書を有する公営図書館であるコンスタンティーヌ市立図書館を擁する。
アルジェやオランと比べてコンスタンティーヌには伝統的な衣服をまとった人間が多く、黒いベールと白いマスクで全身を覆う女性の伝統衣装ムラーヤはサラーフ・ベイの喪服に由来するといわれている。
コンスタンティーヌはマールーフと呼ばれる伝統音楽で知られ、中でもシャイフ・レイモンは巧みなリュート（ウード）演奏と美声で名高い。
都市の郊外には多くの博物館と歴史的建造物が存在する。

## 交通

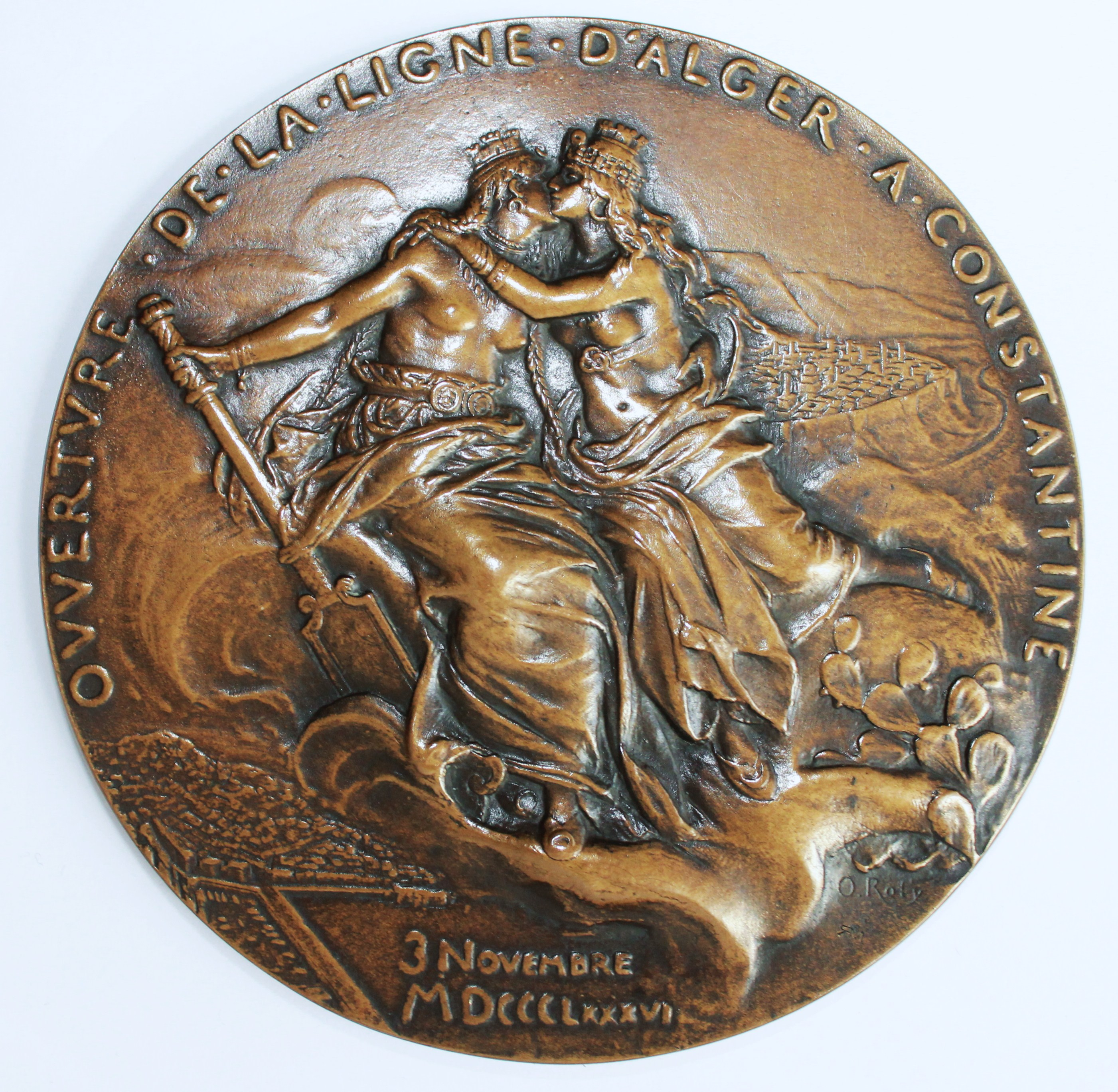
1886年、フランス統治下に敷設された東アルジェリア鉄道のアルジェ－コンスタンティーヌ間開通記念メダル（ オスカル・ロティ製作）

コンスタンティーヌには鉄道が通っているほか、町の南西にはモハメド・ブーディアフ国際空港が存在する。

## 姉妹都市
- イスタンブール（トルコ）
- グルノーブル（フランス）
- スース（チュニジア）

## コンスタンティーヌ出身の著名人
- カテブ・ヤシーン - 作家
- アリ・サイディ＝シエフ - 陸上競技選手
- アブデルマーレク・セラール - 政治家、首相